# Иоанн Комнин Ватац
Иоанн Комнин Ватац (греч. Ἱωάννης Κομνηνός Βατάτζης; около 1132 — 16 мая 1182, Алашехир, Маниса) — византийский военачальник во время правления императоров Мануила I Комнина и Алексея II Комнина.
Происходил из рода Ватац. Сын Феодора Ватаца, севастогипертата, и принцессы Евдокии Комнины, дочери императора Иоанна II. Родился примерно в 1132 году в Константинополе. Был женат на Марии Дукине и имел двух сыновей, Алексея и Мануила. Начал военную службу под руководством отца в конце 1140-х годов. Впоследствии участвовал в военных походах против сельджуков и венгров.
Стал военачальником в 1176 году, базировался в Вифинии. В это время войска Румского султаната вторглись в долину реки Меандр и начали грабить поселения. Ватац двинулся им навстречу, перехватив нагруженных трофеями сельджукских воинов уже на территории султаната. В сражении у Меандра сельджуки потерпели сокрушительное поражение. Вслед за этим Иоанн Комнин Ватац очистил всё побережье. В 1177 году был назначен великим доместиком; ему было поручено отражать набеги кочевых тюрков и пресекать попытки эмира Рума вторгнуться на территорию империи.
На момент смерти императора Мануила I был дукой богатой фемы Фракия. Кроме военных дел, Ватац также занимался развитием административного центра фемы — Адрианополь. Иоанну Комнину Ватацу удавалось эффективно защитить границы империи от врагов, в особенности сельджуков. В 1181 году с началом мятежа Андроника Комнина сохранил верность императору Алексею II. Вскоре после захвата Константинополя Андроником Ватац выступил против него со своим войском. Против него была отправлена армия во главе с Андроником Лапардом. Иоанн Ватац в битве при Филадельфии нанёс противнику сокрушительное поражение, однако через несколько дней умер от болезни. Восстание было быстро подавлено. Сыновья Ватаца бежали в Румский султанат, а оттуда попытались добраться до Сицилии, но были перехвачены на Крите и ослеплены по приказу Андроника Комнина.